# Peter Gade
Peter Høeg Gade (Aalborg, 14 de Dezembro de 1976) é um ex-jogador profissional de badminton dinamarquês. Foi número um da modalidade individual.

## Conquistas
- 1994—World-Junior-Champion in men's doubles
- 1995—Scottish Open, European-Junior-Championships
- 1997—German Open, Taiwan Open, Hong Kong Open
- 1998—Japan Open, Swiss Open, Danish Open, Malaysian Open, European Championships
- 1999—All England Open Badminton Championships, Ipoh Masters, Copenhagen Masters, Japan Open, World GrandPrix
- 2000—Korea Open, Danish Open, Taiwan Open, European Championships, Copenhagen Masters
- 2001—Copenhagen Masters, Korea Open
- 2002—US Open, Copenhagen Masters
- 2004—European Championships, Copenhagen Masters
- 2005—Korea Open, Copenhagen Masters
- 2006—European Championships, Aviva Singapore Open, Copenhagen Masters
- 2007—Malaysian Open, Copenhagen Masters
- 2008—Denmark Open, French Open, Copenhagen Masters[1]
- 2009—Korea Open